# مفاعل اختبار المواد
مفاعل اختبار المواد (MTR) هو مفاعل نووي للأبحاث ذات طاقة عالية.

## أمثلة
- مفاعل جول هورويتز
- مفاعل البحث والتدريب التجريبي-2 (ETRR-2) بمصر
- مفاعل SAFARI-1 بجنوب أفريقيا